# Grandmaster Flash and the Furious Five
Grandmaster Flash and the Furious Five foi um grupo americano de hip hop formado na área do South Bronx de Nova Iorque em 1978. Os membros do grupo eram Grandmaster Flash, Melle Mel, The Kidd Creole, Keith Cowboy, Mr. Ness/Scorpio e Rahiem. O uso de turntablism, DJing de estilo breakbeat e letras conscientes feito pelo grupo foi significativo no desenvolvimento inicial do hip hop enquanto gênero musical.
No fim dos anos 1970, Grandmaster Flash and the Furious Five construíram sua reputação e obtiveram sucesso local se apresentando em festas e shows ao vivo. Em 1980, o grupo havia assinado com a gravadora Sugar Hill Records, sob a qual ganhou destaque no início dos anos 1980 com a canção "Freedom", seu primeiro sucesso. Mas foi apenas com o lançamento da canção "The Message" em 1982 e com o álbum de mesmo nome que o grupo conseguiu sucesso comercial. A canção trazia críticas políticas e sociais e se tornaria uma força motriz por trás do gênero do political hip hop. "The Message" costuma ser citada como uma das maiores canções de todos os tempos.
Grandmaster Flash and the Furious Five acabou se dividindo em dois grupos, em razão de diferenças, até que uma breve reunião em 1987 levou ao lançamento do segundo álbum da formação original, On the Strength. Posteriormente, o grupo se dissolveu em definitivo. Hoje, seu legado continua com o Grandmaster's Furious Five, tendo somente Melle Mel e Scorpio como membros remanescentes.
O grupo é amplamente considerad como um dos maiores de todos os tempos. Foram incluídos no Rock and Roll Hall of Fame em 2007; o primeiro grupo de hip hop a fazê-lo. Em 2002, em seu primeiro ano de arquivamento, "The Message" foi uma das 50 gravações escolhidas pela Biblioteca do Congresso para ser incluída no Registro Nacional de Gravações. Em 2004, a Rolling Stone colocou "The Message" na 51.º posição em sua lista das 500 melhores canções de todos os tempos.

## História

### Formação e primeiros anos (1978–1979)
Antes da formação dos Furious Five, Grandmaster Flash trabalhou com os "L Brothers": "Mean Gene" Livingston, Claudio Livingston e Grand Wizzard Theodore. Flash, então, recrutou seu amigo Keef Cowboy, Melle Mel e The Kidd Creole (Nathaniel Glover). O trio se chamava the Three MC's, formando o primeiro grupo de emcee no que diz respeito ao rap como é conhecido hoje em dia. Cowboy realizou uma "performance de scat" numa festa para um amigo que havia há pouco se alistado no exército dos Estados Unidos. Ele começou a cantar as palavras "hip/hop/hip/hop" de maneira a imitar a cadência rítmica dos exercícios de marcha do exército. Ele, então, integrou esta cadência à sua performance. Isto levou os primeiros críticos da cultura — a maioria dos quais eram oriundos do gênero disco — a usar o termo "hip hoppers" pejorativamente para descrever a música usada. Isto evoluiu para o termo "Hip Hop" e foi, posteriormente, adotado pela indústria.
Grandmaster Flash & The Furious 5 foram o grupo de rap número um nas ruas de Nova Iorque antes do rap ser aceito pela indústria musical, definindo o nível de qualidade para todos os outros grupos de emcees que vieram mais tarde. O primeiro single que lançaram foi "We Rap More Mellow", registrado sob o nome The Younger Generation. A mudança de nome foi feita pelo produtor, que considerou a segunda alcunha nome melhor.
O grupo tinha uma popularidade local, sendo reconhecido por seus raps habilidosos e seu DJing, mas somente quando a canção "Rapper's Delight", do grupo Sugarhill Gang, provou que o hip hop poderia alcançar sucesso comercial foi que o grupo começou a gravar. Em 1979, lançaram seu primeiro single pela Enjoy Records, "Superappin". O grupo assinou com a Sugar Hill Records, da cantora Sylvia Robinson, depois de um acordo pelo qual poderiam cantar por cima de uma música favorita dos DJs na época.

### Sucesso comecial eThe Message(1980–1982)
Em 1980, o grupo lançou "Freedom", sua primeira música pela Sugarhill Records, que chegou na 19.ª posição na parada de R&B e vendey mais de 50 000 cópias. O lançamento seguinte, "Birthday Party" também foi um sucesso. Em 1981, Grandmaster Flash lançou The Adventures of Grandmaster Flash on the Wheels of Steel, uma gravação ao vivo de um de suas performances usando as canções "Another One Bites the Dust", da banda Queen, e "Good Times" do grupo Chic. O lançamento marcou a primera vez que as técnicas de scratching & turntablism foram usadas numa gravação.
Em 1982, o grupo lançou "The Message", produzida por Clifton "Jiggs" Chase e Ed "Duke Bootee" Fletcher, este último tendo composto a música (Sylvia Robinson incluiu a parte de Melle Mel de uma canção anterior para completar a gravação). Ela trazia críticas políticas e sociais e se tornou uma força motriz trás do gênero do political hip hop. A canção chegou na 4.ª posição na parada de R&B e na 62.ª na parada de pop, além de estabelecer a credibilidade do hip hop na música mainstream. Além de Melle Mel, contudo, nenhum outro membro do grupo (exceto fazendo vocais de fundo no fim) participa da gravação.
O álbum de estréia, também intitulado The Message, se tornou uma importante realização na história do hip hop.

### Dissolução (1983–1986)
Em 1983, Grandmaster Flash, que nunca havia aparecido em nenhuma das gravações de estúdio do grupo, processou a Sugar Hill Records em 5 milhões de dólares por direitos autorais não pagos. Isto resultou nos créditos do single "White Lines (Don't Don't Do It)" serem atribuídos a "Grandmaster & Melle Mel." A canção chegou na 47.ª posição da parada de canções de R&B e Hip-Hop da Billboard. Outro processo foi movido, do qual a Sugar Hill Records jamais se recuperaria, em razão de certos elementos da canção terem sido plagiados de "Cavern", da banda Liquid Liquid.
A disputa pelo pagamento dos direitos dividiu o grupo, e Melle Mel, Mr. Ness/Scorpio e Cowboy saíram depois do sucesso de "White Lines (Don't Don't Do It)". Formarão, depois, o grupo Grandmaster Melle Mel and the Furious Five e lançaram o álbum Grandmaster Melle Mel and the Furious Five em 1984. Enquanto isso, Grandmaster Flash, The Kidd Creole e Rahiem trocaram a Sugar Hill pela Elektra Records e incluíram três novos membros ao grupo: "The Lord LaVon" (Kevin L. Dukes), "Mr. Broadway" (Russell Wheeler) e "Larry-Love" (Larry Parker). Trabalhando sob o nome "Grandmaster Flash", lançaram os álbuns They Said It Couldn't Be Done, The Source, e Ba-Dop-Boom-Bang. The Lord La Von, Larry Love e Mr. Broadway formariam os "Furious Five", mas, como a Sugar Hill Records detinha os direitos sobre este nome, eles não podiam utilizá-lo.
Enquanto Grandmaster Flash e seus novos "Furious Five" tiveram hits com seus três álbuns — que atingiram as cinquenta primeiras colocações da parada de álbuns de R&B e Hip-Hop da Billboard — Melle Mel e seu grupo, por sua vez, saíram-se melhor, sobretudo com "Beat Street Breakdown", que chegou na 8.ª posição da parada de R&B. Durante este período, Melle Mel obteve um sucesso ainda maior, aparecendo na canção "I Feel for You" da cantora Chaka Khan, que ganhou o Grammy de Melhor Performance Feminina de R&B de em 1985.

### Reunião e declínio de popularidade (1987–1988)
Em 1987, a formação original do Grandmaster Flash and the Furious Five reuniu-se para uma performance de caridade no Madison Square Garden. Logo depois, juntaram-se para seu primeiro álbum de estúdio em quase cinco anos, gravando On the Strength, lançado em abril de 1988. O álbum teve uma recepção tépida, não conseguindo repetir o sucesso de The Message. O grupo nunca conseguiu reproduzir o mesmo sucesso que teve no início dos anos 1980 e dissolveu-se em definitivo depois.

### Dissolução permanente e pós-On the Strength(1989–presente)
Deposi do fim do grupo, alguns membros chegaram a trabalhar juntos, ainda que brevemente. Melle Mel, Scorpio e Cowboy lançaram outro álbum, Piano, sob o nome Grandmaster Melle Mel and the Furious Five, em 1989. Keith "Cowboy" Wiggins morreu em 8 de setembro de 1989. Posteriormente, trabalhou como diretor musical do Chris Rock Show e, depois, lançou os álbuns The Official Adventures of Grandmaster Flash, Essential Mix: Classic Edition e The Bridge – Concept Of A Culture. Recebeu diversos prêmios, incluindo o DJ Vanguard Award de Bill Gates em 2004, o Lifetime Achievement Award da RIAA no Rock and Roll Hall of Fame em 2005 e o prêmio I Am Hip-Hop Icon da Black Entertainment Television (BET) em 2006. Sua autobiografia, The Adventures of Grandmaster Flash: My Life, My Beats, foi publicada em 2008.
Em 1985, Melle Mel conheceu Quincy Jones nos Grammys, e ambos iniciaram uma colaboração para o álbum Back on the Block. Isto levou à participação de Mel na canção "Back on the Block", a qual lhe rendeu o Grammy de Melhor Performance de Rap em Dueto ou em Grupo em 1991. Conseguiria, ainda, outro Grammy, na categoria Best Spoken Word Album em 2002 por sua contribuição para Q: The Autobiography of Quincy Jones. em 1997, ele assinou com a gravadora Straight Game Records e lançou Right Now com Mr. Ness/Scorpio. O álbum trouxe também a participação de Rondo; os dois, mais tarde, formaram um grupo chamado Die Hard. Em 2012, eles lançaram um álbum intitulado On Lock.
Em 23 de janeiro de 2007, Mel mudou seu nome para Grandmaster Melle Mel e lançou seu primeiro álbum solo de estúdio, Muscles. O primeiro single e clipe musical foi "M3 – The New Message". Ele também lançou o livro infantil The Portal in the Park, que traz um CD no qual crianças podem ler e cantar rap junto com ele. Este projeto trouxe a participação da então desconhecida Lady Gaga. Ele canta com Mel em "World Family Tree" e "The Fountain Of Truth".
Quando indagado sobre uma possível reunião em 2002, Melle Mel respondeu:
| “ | Não é uma questão de se poderíamos nos reunir ou não [...] Eu, simplesmente, não acho que conseguiríamos fechar um acordo. O pessoal das gravadoras não vê um mercado para nós. | ” |

 Contudo, em 2014, Melle Mel e Scorpio começaram a se apresentar nos Estados Unidos, no Reino Unido e na Europa sob o nome de "Grandmaster's Furious Five ft Melle [sic] and Scorpio", culminando com ambos compondo e gravando novas músicas. Seu primeiro single "Some Kind of Sorry" foi lançado em 27 de maio de 2016, para coincidir com uma turnê pelo Reino Unido e pela Europa, que estão realizando junto com o grupo The Sugarhill Gang.
Em 2 de agosto de 2017, o ex-integrante The Kidd Creole foi preso e acusado do assassinato de um morador de rua nova-iorquino.

## Legado e influência
Grandmaster Flash and the Furious Five é um grupo respeitado na história do hip hop. Em 2005, o grupo foi homenageado no VH1 Hip Hop Honors e, em 2007, foram incluídos no Rock & Roll Hall of Fame. O Museu Nacional de História Americana em Washington, D.C. exibe em seus arquivos históricos os discos de vinis e a turntable usada pelo DJ Grandmaster Flash.
O grupo influenciou diversos artistas como New Order, The Cold Crush Brothers, Run-D.M.C., Whodini, Public Enemy, Boogie Down Productions, KRS-One, EPMD, Stetsasonic, Doug E. Fresh, Salt-n-Pepa, Ultramagnetic MC's, DJ Jazzy Jeff & the Fresh Prince, Eminem, Pharoahe Monch, Busta Rhymes, DJ Quik, Beastie Boys, Hieroglyphics, Too Short, Wu-Tang Clan, Digital Underground, Tupac Shakur, The Notorious B.I.G., N.W.A, Snoop Dogg, Ludacris, Heavy D, e The Roots e muitos outros. O rapper Ice Cube graovu uma canção intitulada "Check Yo Self" com Das EFX, cujo remix usou uma sample de "The Message."

## Discografia
Álbuns de estúdio
- The Message (1982)
- On the Strength (1988)